# Wawrzyszew Nowy
Wawrzyszew Nowy – dawny folwark, obecnie stanowi południową część warszawskiej dzielnicy Bielany. Według Miejskiego Systemu Informacji jego dawny obszar odpowiada w przybliżeniu zachodniej części Chomiczówki. Miejscowość nie figuruje w państwowego rejestru nazw geograficznych.
Dawny Wawrzyszew Nowy rozpościerał się wzdłuż obecnych ul. Bogusławskiego i Maszewskiej, na północ od lotniska Bemowo.

## Historia
W latach 1867–1951 folwark w gminie Młociny w powiecie warszawskim. W 1921 roku Wawrzyszew Nowy liczył 245 mieszkańców. 20 października 1933 utworzono gromadę Wawrzyszew Nowy w granicach gminy Młociny, składającą się z folwarku Wawrzyszew Nowy, wsi Wawrzyszew Poduchowny, folwarku Wawrzyszew Polski i folwarku Wawrzyszew Parafialny.
Podczas II wojny światowej w Generalnym Gubernatorstwie, w dystrykcie warszawskim. W 1943 Wawrzyszew Nowy liczył 588 mieszkańców.
15 maja 1951 gromadę Wawrzyszew-Nowy włączono do Warszawy.